# Мендонса Валдерейш, Жозе Франсишку Мигел Антониу де
Жозе Франсишку Мигел Антониу де Мендонса Валдерейш (порт. José Francisco Miguel António de Mendonça Valdereis; 2 октября 1725, Лиссабон, Эштремадура, Королевство Португалия — 11 февраля 1808, Лиссабон, Эштремадура, Королевство Португалия) — португальский кардинал. Пятый Патриарх Лиссабона с 10 марта 1788 по 11 февраля 1808. Кардинал-священник с 7 апреля 1788 по 11 февраля 1808.